# Marake Colles
I Marake Colles sono una struttura geologica della superficie di Venere.